# Немешаево
Немешаево (укр. Немішаєве) — посёлок Бучанского района Киевской области Украины. 
Назван в честь К. С. Немешаева, первого начальника Юго-Западной железной дороги.На территории Немешаево была одна библиотека на территории поселкового совета, один детский сад, одна школа, одна больница до 1991 года. 

## Географическое положение
Расположен в 38 километрах северо-западнее Киева.

## История
Поселение возникло в 1900 году в связи со строительством железной дороги Киев - Ковель.
В ходе Великой Отечественной войны в 1941 - 1943 гг. село было оккупировано немецкими войсками, в период оккупации здесь действовала советская подпольная группа (за боевые заслуги во время войны орденами и медалями СССР были награждены 280 жителей села).
27 января 1950 года село получило статус посёлка городского типа.
В 1971 году численность населения составляла 4100 человек, здесь действовали завод кормовых антибиотиков (позднее преобразованный в завод биохимических препаратов), научно-исследовательский институт картофельного хозяйства, совхоз-техникум, маслозавод, средняя школа, вечерняя школа рабочей молодёжи, Дом культуры, пять библиотек, больница и два клуба.
В 1981 году численность населения составляла 5800 человек, здесь действовали завод биохимических препаратов, республиканский НИИ картофельного хозяйства, совхоз-техникум, средняя школа, Дом культуры, пять библиотек, больница и два клуба.
В январе 1989 года численность населения составляла 6529 человек.
В июле 1995 года Кабинет министров Украины утвердил решение о приватизации совхоза-техникума.
29 мая 1997 года совхоз-техникум был включён в состав киевского Национального аграрного университета.
В декабре 2004 года была начата процедура банкротства биохимического завода.

## Современное состояние
В посёлке находятся институт картофелеводства; аграрный колледж (бывшая сельскохозяйственная школа имени Петра Столыпина, 1912); неработающий биохимический завод ООО «Немешаево» по производству хим. продукции; развалины усадьбы Остен-Сакенов; несколько зарыбленных озёр.

## Транспорт
Находится у ж.-д. станции Немешаево (на линии Киев — Коростень).
Через посёлок проходит дорога международного значения М 07 или Е373 Киев — Варшава «Варшавка».

## Галерея

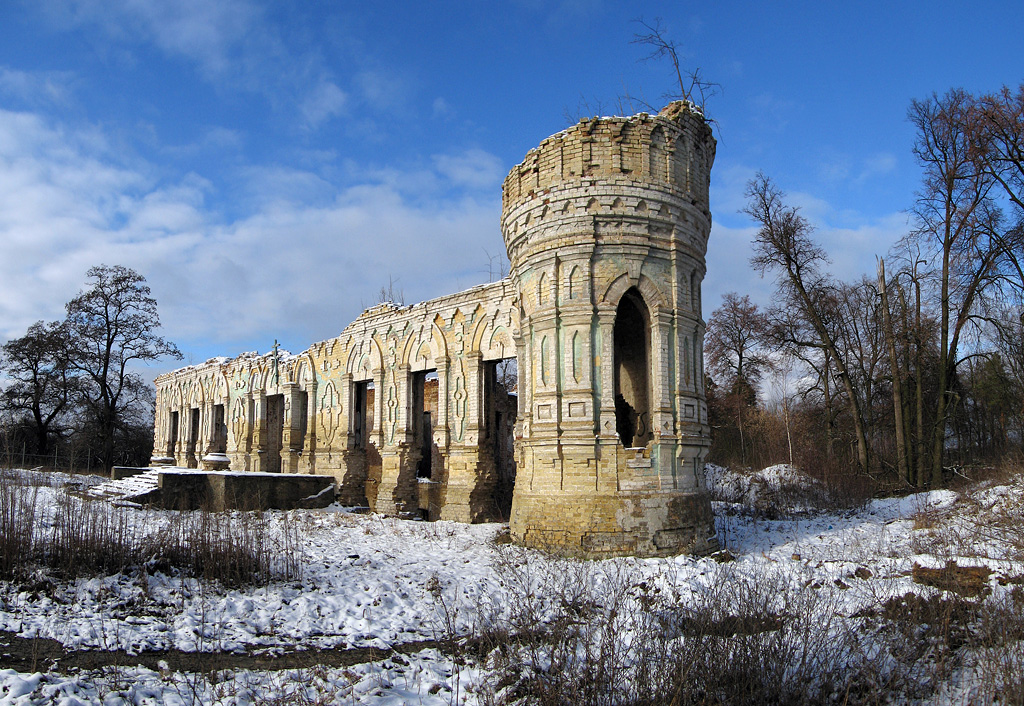
Развалины усадьбы Остен-Сакен
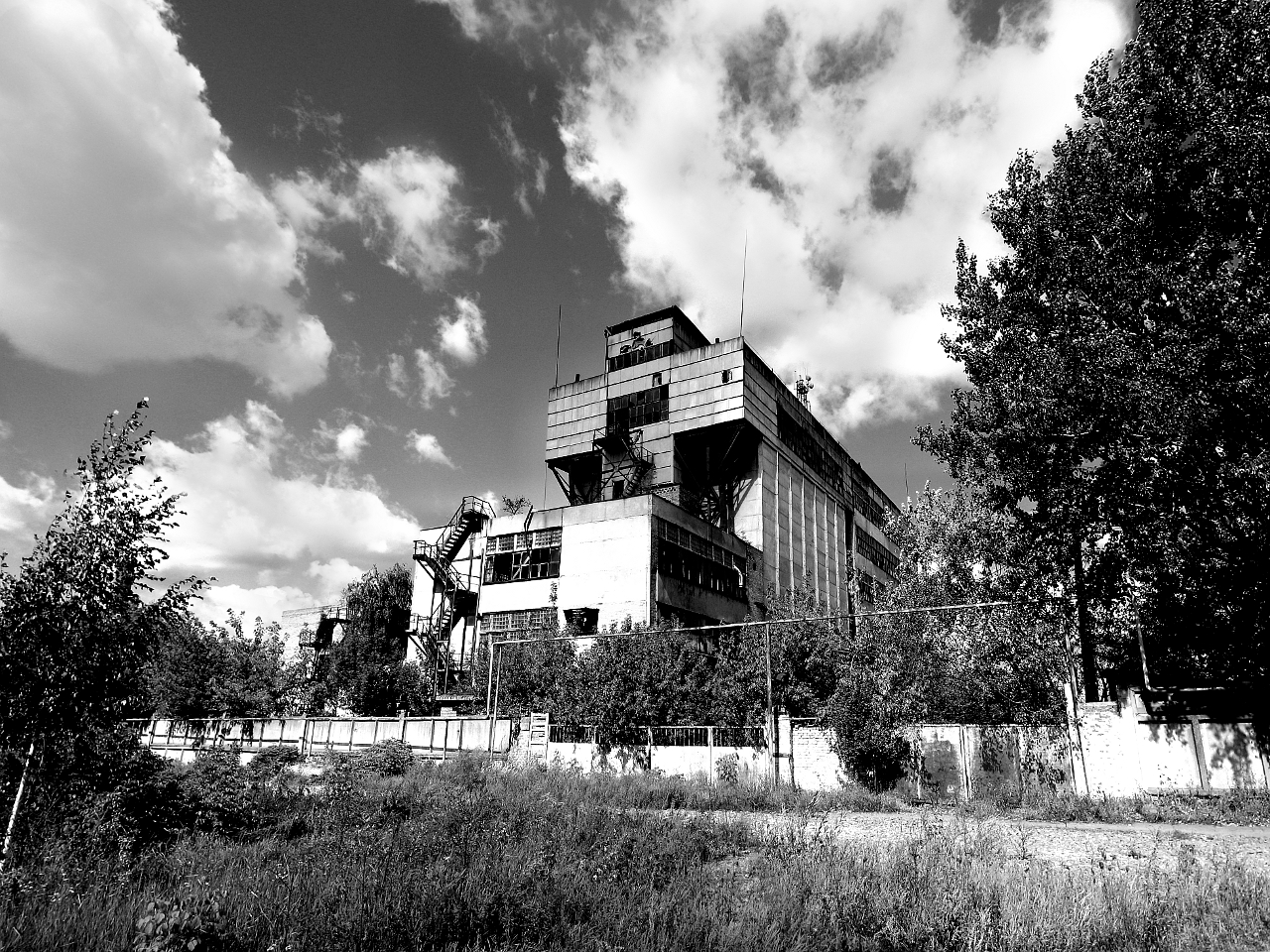
Биохимический завод
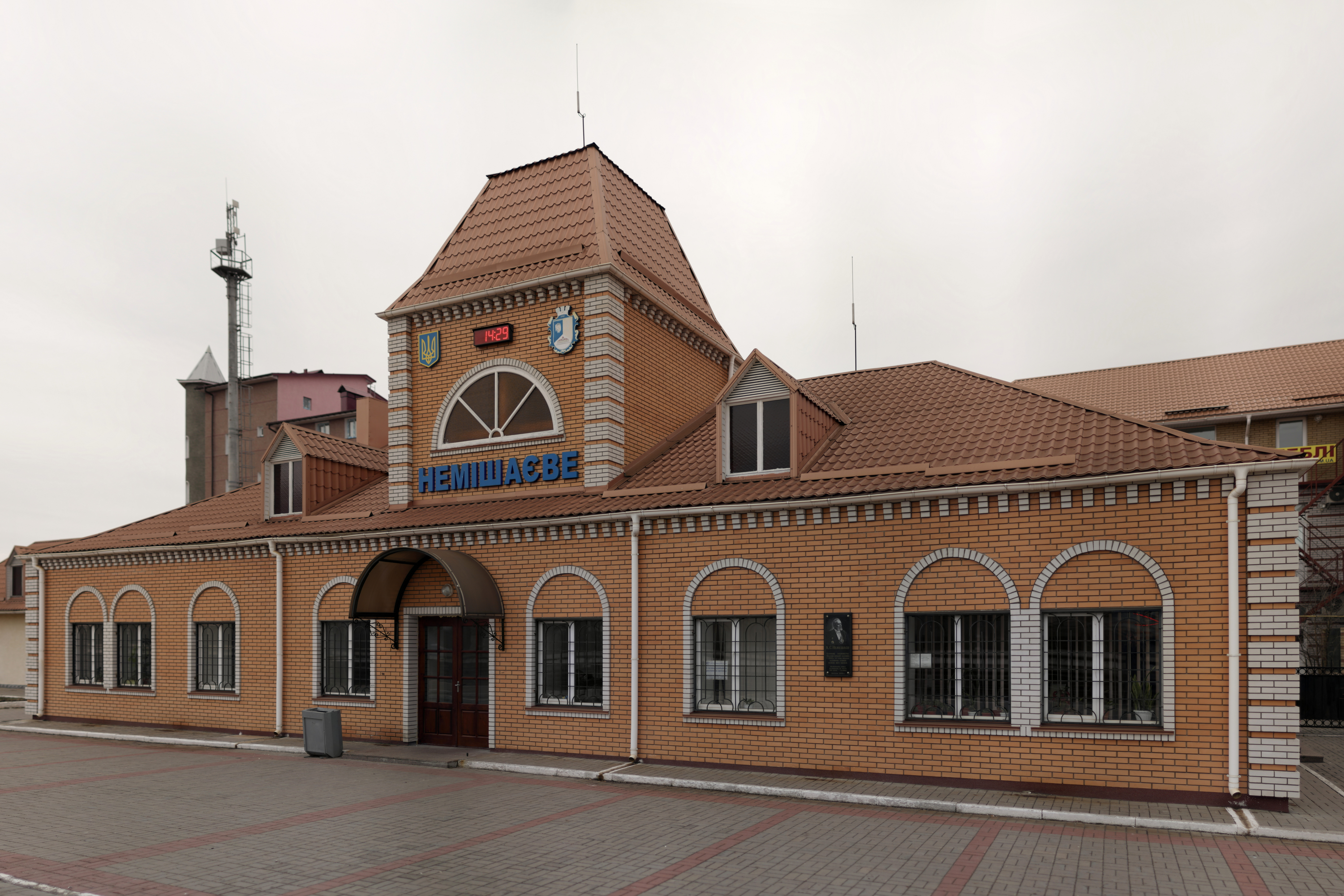
Здание ЖД станции
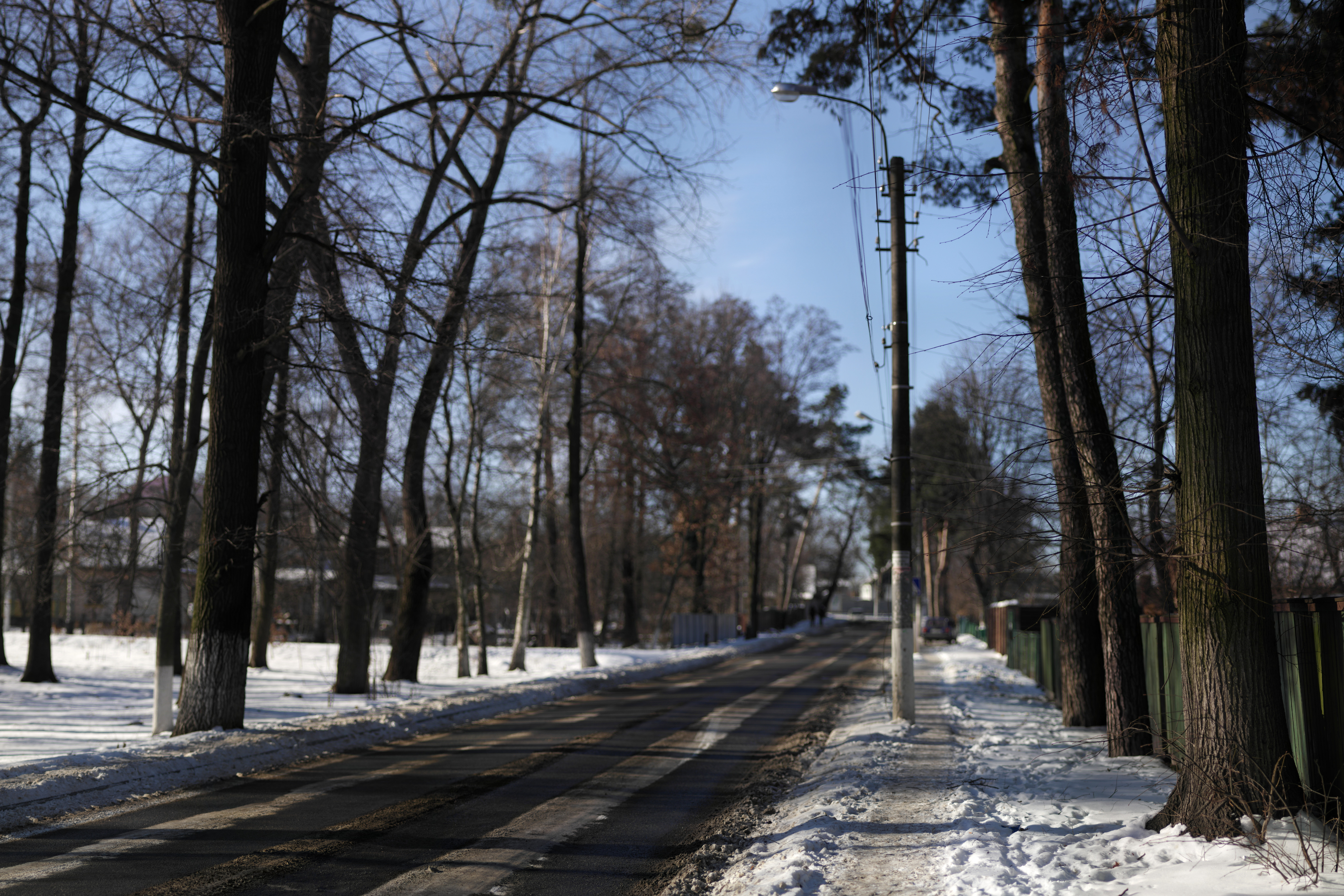
Улица Садовая
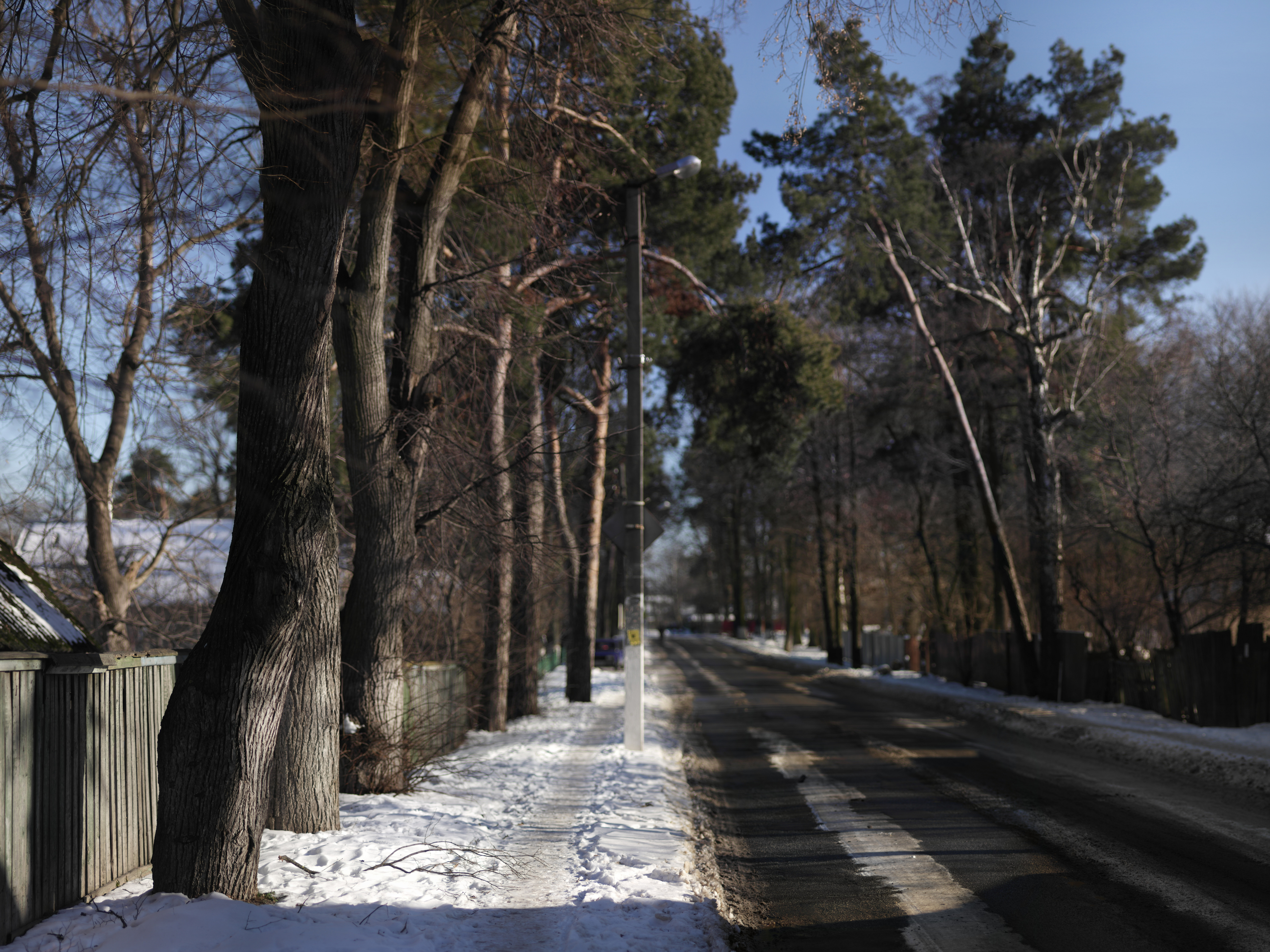
Улица Садовая
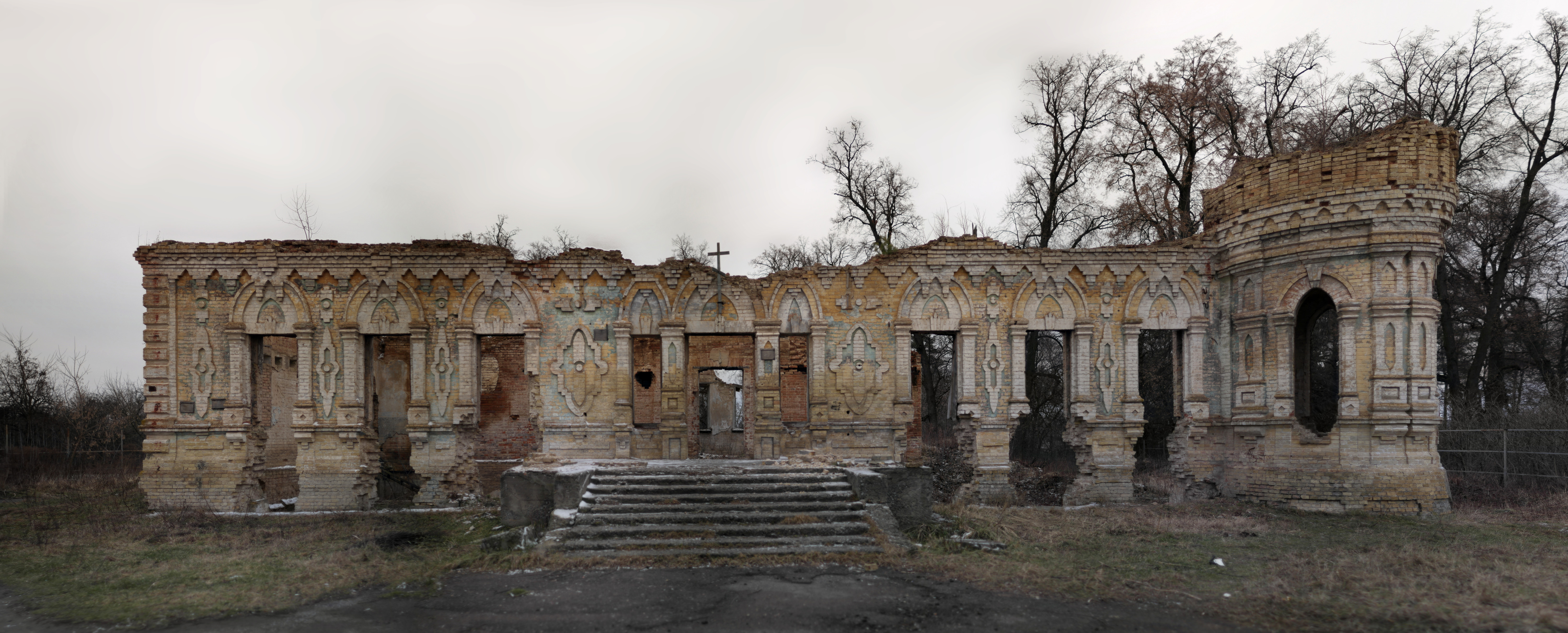
Развалины Остен Сакен.